# Suden Uni
Suden Uni (Sueño del lobo) es el primer álbum de larga duración del grupo finlandés de folk metal Moonsorrow. Fue lanzado originalmente en 2001, y después reeditado en 2003 con una pista adicional, una portada diferente y un DVD de 40 minutos.

## Lista de canciones
| N.º | Título                                                                                     | Duración |  |
| 1.  | «Ukkosenjumalan Poika» (Hijo del dios del Trueno)                                          | 6:09     |  |
| 2.  | «Köyliönjärven Jäällä (Pakanavedet II)» (Sobre el hielo de Köyliönjärvi (Pagan Waters II)) | 6:30     |  |
| 3.  | «Kuin Ikuinen» (Como lo eterno)                                                            | 7:20     |  |
| 4.  | «Tuulen Koti, Aaltojen Koti» (Hogar del viento, Hogar de las olas)                         | 4:02     |  |
| 5.  | «Pakanajuhla» (Banquete pagano)                                                            | 6:45     |  |
| 6.  | «1065: Aika» (Año: 1065)                                                                   | 11:02    |  |
| 7.  | «Suden Uni» (Sueño del lobo)                                                               | 1:05     |  |
| 8.  | «Tulkaapa Äijät!» (¡Venid, Muchachos!) (Sólo en la reedición de 2003)                      | 3:14     |  |

## Formación
- Ville Seponpoika Sorvali - bajo, voz, aplausos, coro.
- Henri Urponpoika Sorvali - guitarras, teclados, acordeón, arpa de boca, voces limpias, aplausos, coro.
- Marko Tarvonen - rayo, timbal, guitarra de 12 cuerdas, voces secundarias, aplausos, coro.

- Datos: Q2720476